# Heinrich Pfeiffer (Bauernführer)

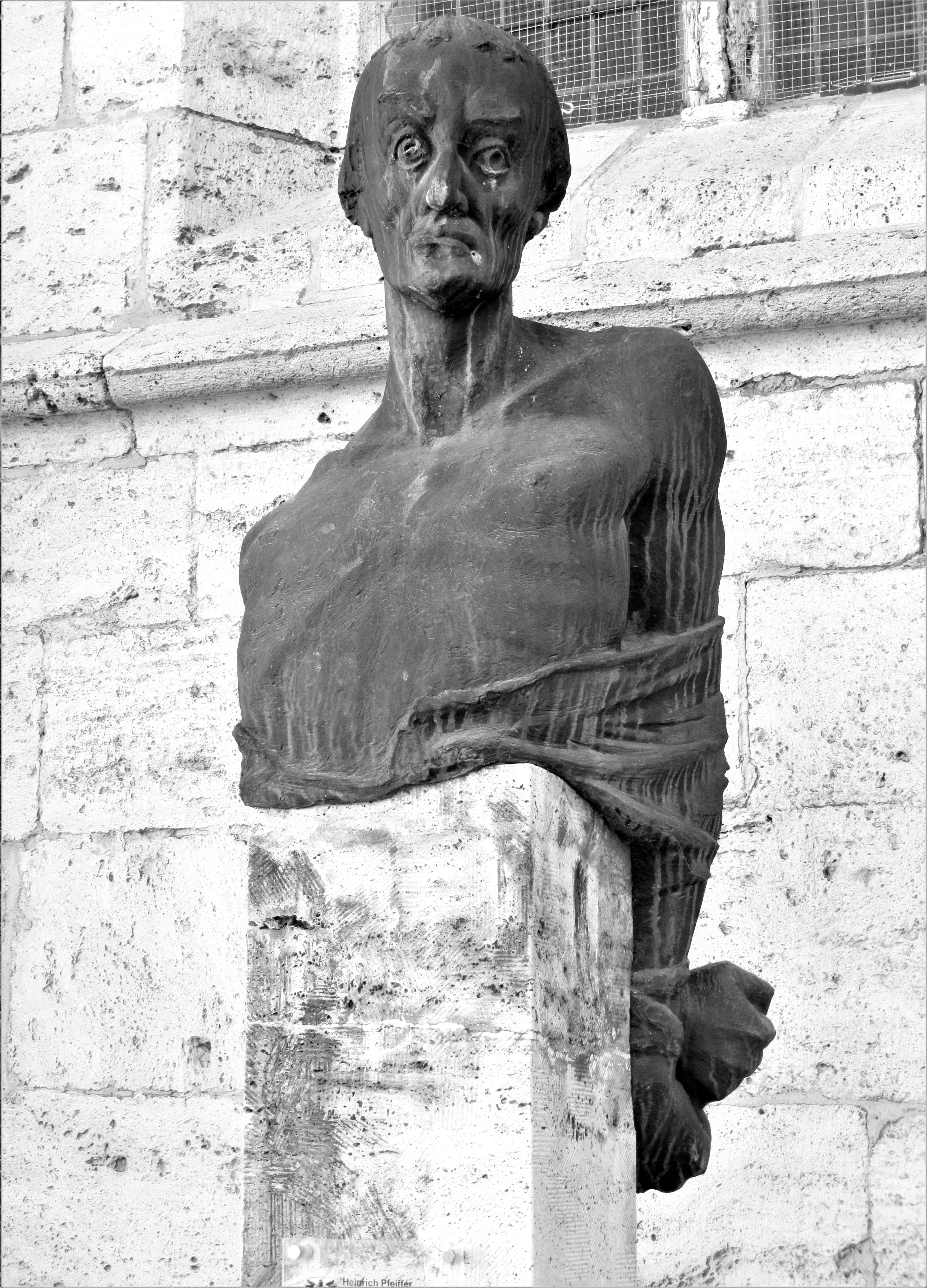
Denkmal des gefesselten Pfeiffer vor der Allerheiligenkirche in Mühlhausen

Heinrich Pfeiffer, geboren als Heinrich Schwertfeger (* vor 1500 in Mühlhausen; † 27. Mai 1525 bei Mühlhausen hingerichtet), war ein Zisterziensermönch, später evangelischer Prediger und Mitstreiter Thomas Müntzers im Bauernkrieg.

## Leben
Heinrichs genaues Geburtsdatum ist nicht bekannt, doch lag es mit einiger Wahrscheinlichkeit zwischen 1485 und 1495. Über seinen Vater ist fast nichts, nicht einmal der Vorname, bekannt. Er besaß in Mühlhausen das Bürgerrecht.
Pfeiffer verließ das Zisterzienserkloster Reifenstein im thüringischen Eichsfeld 1521. Die Zisterzienser gehörten zu den energischen Gegnern der Reformation, doch Pfeiffer hatte sich offensichtlich mit den reformerischen Schriften beschäftigt, denn er floh im Jahr 1521 aus dem Kloster auf den nahen Scharfenstein, wo er unter der Burglinde zu den Bewohnern der umliegenden Dörfer die lutherischen Lehren predigte. Er wurde deshalb der Burg verwiesen und ging im Februar 1523 nach Mühlhausen. Anfang 1523 hielt er seine erste Predigt in Mühlhausen unter freiem Himmel. Die Predigten sind nicht überliefert. Seine Predigten gegen Adel und Klerus führten zu einer Verschärfung der innerstädtischen Auseinandersetzungen. Kleriker wurden vertrieben und die antiklerikale Stimmung griff auf die Landgebiete über. Der Mühlhausener Rat konsultierte den Rat der Nachbarstadt Nordhausen über das weitere Verhalten gegenüber Pfeiffer. Es wurde daher vermutet, dass sich die Predigten nicht nur gegen die Papstkirche und den Klerus, sondern auch gegen die weltlichen Obrigkeiten richteten. Am 9. Februar wurde er deshalb vom Rat auf das Rathaus zitiert. Doch ließ der Rat ihn und seine Anhänger, die sich drohend zusammenrotteten, wieder ziehen. Am 1. April 1523 wurde Pfeiffer erneut vor den Rat gerufen. Seine Anhänger schlossen sich enger zusammen und organisierten sich. Am selben Tag war Pfeiffer aktiv an der Wahl der Mühlhäuser Achtmänner beteiligt. Die Achtmänner waren ein Ausschuss von acht Mann, aus jedem Viertel zwei, die die Rechte der Bürger gegenüber dem Rat vertraten. Sie stammten meist aus dem Kleinbürgertum. Am 24. August 1523 wurden die beiden Prediger Pfeiffer und Hisolidus aus der Stadt verwiesen. Pfeiffer hielt sich kurz in Weimar auf und kehrte wahrscheinlich schon im Dezember 1523 nach Mühlhausen zurück.
Im August 1524 traf Thomas Müntzer in Mühlhausen ein. Möglicherweise hoffte er dort, eine günstige Atmosphäre für seine reformatorischen Ideen zu finden. Im September formulierte Pfeiffer mit Müntzer die Elf Artikel. Sie forderten die Einsetzung eines „ewigen“ Rates und eine christliche Ordnung. Dem Mühlhausener Rat gelang es jedoch, Pfeiffer und Müntzer auszuweisen. Pfeiffer ging nach Nürnberg, wo er zwei Schriften mit den Titeln wie die auffrur zu Mulhausen sich erhebt hab und von aufhebung des gesetz drucken lassen wollte. Die Manuskripte wurden vom Nürnberger Rat dem Prediger Andreas Osiander vorgelegt und nach dessen Gutachten nicht gedruckt. Sie sind nicht erhalten. Am 29. Oktober wurde Pfeiffer vom Nürnberger Rat ausgewiesen. Es folgte ein kurzer Aufenthalt in Erlangen. Pfeiffer kehrte am 13. Dezember 1524 nach Mühlhausen zurück und arbeitete nach Müntzers Rückkehr nach Mühlhausen Mitte Februar 1525 an dessen Seite. Neben Müntzer wurde Pfeiffer zum Führer des Aufstands in Mühlhausen und Umgebung. Am 26. April wurde unter Leitung Pfeiffers die erste militärische Aktion außerhalb Mühlhausens nach Salza (Bad Langensalza) durchgeführt. Müntzer blieb in Mühlhausen. Nach dem Sieg der Fürsten in der Schlacht bei Frankenhausen verließ Pfeiffer am 26. Mai 1525 mit etwa 300 Aufständischen Mühlhausen. Er wurde jedoch am selben Tag in der Nähe von Eisenach mit etwa 50 Männern gefangen genommen. Zusammen mit Müntzer wurde er im Feldlager zwischen Mühlhausen und Görmar hingerichtet.

## Forschungsgeschichte
Als erster Wissenschaftler setzte sich der ehemalige Jesuit Johann Wolf (1743–1826) mit Heinrich Pfeiffer auseinander. Als Begründung für seine Beschäftigung mit Pfeiffer führte er an, dass sich die Wissenschaft zwar bereits ausführlich mit Müntzer beschäftigte, jedoch Pfeiffer bisher vernachlässigte. Wolf stieß jedoch aufgrund des geringen Quellenmaterials bald an die Grenzen für seine Biografie. In Pfeiffer sah Wolf einen „ruchlose[n]“ Aufruhrsprediger und falsche[n] Schriftausleger, „welcher mit seinem Habit nicht nur den Mönch, sondern auch den Christen und Menschen völlig ausgezogen hatte“.
Die zweite größere wissenschaftliche Arbeit über Pfeiffer war die von Otto Merx (1862–1916) im Jahr 1889 publizierte Dissertation Thomas Münzer und Heinrich Pfeiffer 1523–1525. Ein Beitrag zur Geschichte des Bauernkrieges in Thüringen. Anders als seine Vorgänger schilderte er Pfeiffer als einen „Mann von grosser Thatkraft und zündender Beredtsamkeit. Mit Muth und Energie, mit Zähigkeit und Ausdauer verfolgte er die Ziele, die er sich gesteckt, und vor keiner Gefahr zurückschreckend ruhte er nicht früher, als bis er dieselben erreicht hatte“.
Günther Franz (1902–1992) sah 1933 in Pfeiffer einen absoluten Anhänger Müntzers, der „seinen gefestigten Einfluss für Müntzers Lehre eingesetzt habe“. Zu Beginn der 1950er Jahre hielt der sowjetische Bauernkriegsforscher Moisej Mendeljewitsch Smirin Pfeiffers Rolle im Zusammenhang mit dem Thüringer Aufstand für so unbedeutend, dass er ihn in seinen Ausführungen kaum beachtete. Erst mit der 1966 gedruckten Dissertation von Manfred Bensing (1927–1996) trat ein Wandel in der Einschätzung Pfeiffers ein. Für Bensing war Pfeiffer ein Verräter an Thomas Müntzer und am Thüringischen Aufstand. Spätestens von diesem Zeitpunkt wurde Pfeiffer vor allem in der ostdeutschen und sozialistischen Geschichtsschreibung als zwar eigenständiger, aber viel zu stark im Kleinbürgertum verwurzelter Ideologe gesehen. 1975 unternahm Gerhard Günter (1930–2023) den Versuch einer Ehrenrettung, indem es sich in ihrer Beziehung wohl eher um „eine bis in den Tod währende Kampfgemeinschaft Müntzers und Pfeiffers“ handelte. 1987 wurde der scheinbare Gegensatz zwischen Müntzer und Pfeiffer von Ludwig Rommel aufgeklärt und als reine Polemik entlarvt.

## Gedenken
Ein Denkmal vor der Allerheiligenkirche und eine nach ihm benannte Straße in Mühlhausen erinnern an Heinrich Pfeiffer. Die Stadt Mühlhausen erinnert zudem seit 2003 mit dem „Müntzerspiel“ an die Zeit des Bauernkriegs sowie das Leben und Wirken von Thomas Müntzer und Heinrich Pfeiffer. Das Frauentor mit seiner gut erhaltenen Stadtmauer, die Marienkirche sowie das historische Rathaus werden zur Bühne dieses Schauspiels.